# Macho Man
Macho Man és el segon senzill del grup estatunidenc de música disco Village People. Es va fer popular a l'estiu del 1978, tot aconseguint el número 25 a les llistes d'èxits dels Estats Units, quatre mesos abans del seu senzill Y.M.C.A.